# 444 (numero)
Quattrocentoquarantaquattro (444) è il numero naturale dopo il 443 e prima del 445.

## Proprietà matematiche
- È un numero pari.
- È un numero composto con 12 divisori: 1, 2, 3, 4, 6, 12, 37, 74, 111, 148, 222, 444. Poiché la somma dei suoi divisori (escluso il numero stesso) è 620 > 444, è un numero abbondante.
- È un numero di Harshad nel sistema numerico decimale.
- È un numero rifattorizzabile.
- È un numero palindromo e un numero a cifra ripetuta nel sistema numerico decimale e nel sistema di numerazione posizionale a base 36 (CC).
- È un numero ondulante nel sistema posizionale a base 6 (2020) e in quello a base 13 (282). In quest'ultima base è anche palindromo.
- È un numero congruente.
- È parte delle terne pitagoriche (144, 420, 444), (185, 444, 481), (333, 444, 555), (444, 592, 740), (444, 1295, 1369), (444, 1333, 1405), (444, 2720, 2756), (444, 4095, 4119), (444, 5467, 5485), (444, 8208, 8220), (444, 12317, 12325), (444, 16425, 16431), (444, 24640, 24644), (444, 49283, 49285).
- È un numero malvagio.
- È un numero semiperfetto.

## Astronomia
- 444P/WISE-PANSTARRS è una cometa periodica del sistema solare.
- 444 Gyptis è un asteroide della fascia principale del sistema solare.
- NGC 444 è una galassia spirale della costellazione dei Pesci.

## Astronautica
- Cosmos 444 è un satellite artificiale russo.